# Puncak Jaya
Puncak Jaya (IPA: /'/pʊn.tʃæk 'dʒaɪ.ɔ/), a voltes anomenat mont Carstensz o la Piràmide de Carstensz, és la muntanya més alta de l'illa de Nova Guinea, al continent d'Oceania. És el cim més alt que es pot trobar entre l'Himàlaia i els Andes, així com el pic més alt del món situat sobre una illa, el cim més alt d'Indonèsia i el del continent. Està situat a la serralada de Sudirman (o Dugunduguoo), a l'extrem occidental del massís central del territori de Papua occidental, la meitat indonèsia de l'illa.

## Història
Inicialment anomenat pels occidentals la Piràmide de Carstensz, en honor de l'explorador neerlandès Jan Carstensz, que va ser el primer europeu que va albirar les glaceres del cim, en un inusual dia clar de l'any 1623. (Carstensz va ser ridiculitzat a la seva tornada a Europa en dir que havia vist neu tan a prop de l'equador.) Aquest nom encara és el que fan servir molts escaladors. El cim no va ser coronat fins a l'any 1962, per una expedició capitanejada per l'escalador austríac Heinrich Harrer (popularitzat en la pel·lícula Set anys al Tibet) amb tres amics més: Temple, Kippax i Huizenga.
Quan Indonèsia va prendre el control de la regió a la dècada del 1960, el pic va ser rebatejat com a 'Puntjak Sukarno' o Pic Sukarno, en "honor" del primer president d'Indonèsia. Posteriorment, aquest nom va ser canviat per Puncak Jaya. Puncak significa 'pic' o 'muntanya' i Jaya significa 'victòria', 'victoriós' o 'gloriós'.

## Accés i ascensió

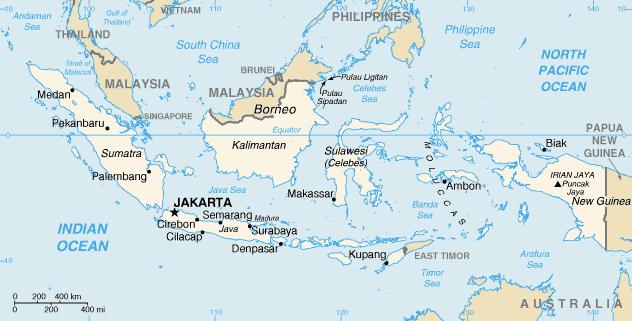
Localització del Puncak Jaya (dreta) en un mapa geopolític de la zona

L'accés al cim requereix autorització governamental, i és possible tramitar-la mitjançant nombroses agències de turisme d'aventura. Malgrat l'existència d'una gran explotació minera, l'àrea és força inaccessible per als escaladors i el públic en general, i cal una caminada d'uns 100 km des de la ciutat més propera amb aeroport: Timika. Aquest camí des del camp base o fins a aquest, acostuma a fer-se en 4 o 5 dies.

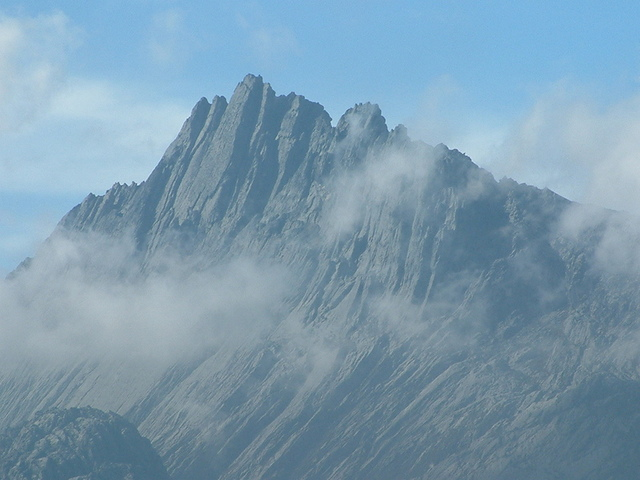
Pic Puncak Jaya

El Puncak Jaya és el cim més exigent -des del punt de vista de la tècnica- dels Set Cims del planeta. La ruta estàndard n'és la de la cara nord, al llarg de la carena.

## Glaceres

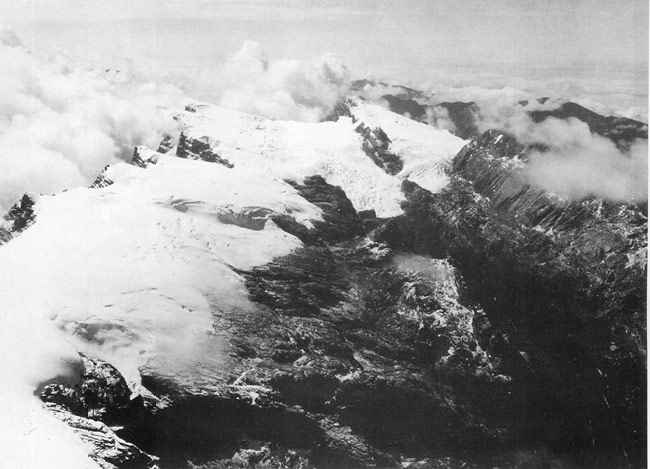
La coberta de glaç del Puncak Jaya l'any 1936, vegeu també 1972.

Mentre el cim del Puncak Jaya és lliure de glaç, hi ha diverses glaceres als seus vessants, incloent-hi les glaceres Carstensz, Meren (desapareguda l'any 2000), i la Northwall Firn. Com que es troba en latituds equatorials, existeix poca fluctuació en la mitjana de temperatures anuals (al voltant de 0.5 °C) i les glaceres fluctuen poc amb el canvi d'estacions. Tanmateix, l'anàlisi històrica assenyala un inequívoc retrocés de les glaceres des de la dècada del 1850, amb un escalfament regional del voltant de 0.6 °C per segle des del 1850 fins al 1972.
La glacera Puncak Trikora al Pegunungan Maoke va desaparèixer per complet en algun moment entre el 1939 i el 1962. Des de la dècada del 1970, hi ha l'evidència de les imatges per satèl·lit que confirmen que les glaceres s'estan encongint de manera ràpida. La glacera Meren es va fondre definitivament entre l'any 1994 i el 2000.